# Concerto per pianoforte e orchestra n. 1 (Chopin)
Il Concerto per pianoforte e orchestra n. 1 in Mi minore, op. 11 fu composto da Fryderyk Chopin nel 1830, quando aveva vent'anni. Fu eseguito per la prima volta l'11 ottobre dello stesso anno, a Varsavia, con il compositore come solista, durante uno dei suoi concerti di "addio" prima di lasciare la Polonia. Fu il primo dei due concerti pianistici di Chopin a essere pubblicato nonostante fosse stato composto per secondo.

## Storia
Il 1830 fu un anno intenso per Chopin. Dopo il successo del suo primo concerto per pianoforte e orchestra al Teatro Nazionale il 17 febbraio, si dedicò alla composizione del secondo; intanto pensava a una nuova serie di concerti nelle città europee, cercando nel frattempo di farsi conoscere con diversi concerti che avevano anche lo scopo di guadagnare del denaro necessario per viaggiare. 
Nell'aprile di quell'anno la conoscenza con Konstancja Gladkowska fece dei passi avanti; la giovane cantante trovò in lui l'accompagnatore ideale, ma gli omaggi dell'innamorato Fryderyk sembravano interessarle meno del successo nel canto. All'infatuazione per la giovane donna il musicista doveva l'ispirazione per le note appassionate del Larghetto del Concerto in Fa minore e molto lo fu anche per la Romanza della nuova composizione. Chopin scrisse questo lavoro fra il marzo e l'agosto 1830; la genesi della stesura trova numerose testimonianze nella corrispondenza con Tytus Woyciechowski. All'amico Chopin scrisse il 27 marzo di aver praticamente completato il primo movimento, mentre gli comunicò poi che la Romanza era terminata un mese dopo e il Rondò finale verso la metà di agosto. A Tytus Chopin scrisse anche, riferendosi a Konstancja: "Qui senza dubbio osservi la mia tendenza a sbagliare contro la mia volontà. Quando qualcosa si è insinuato involontariamente nella testa tramite i miei occhi, mi piace assecondarlo, anche se potrebbe essere tutto sbagliato".
Il concerto è dedicato a Friedrich Kalkbrenner, come omaggio verso il più illustre pianista del momento e anche quasi come una scusa per non aver accettato di seguire un corso triennale tenuto dal famoso musicista.

### Prima esecuzione e accoglienza
La prima esecuzione avvenne al Teatro Nazionale di Varsavia l'11 ottobre 1830 con Chopin al pianoforte e l'orchestra diretta da
Carlo Evasio Soliva e fu un successo. Secondo il Kurier Warszawski c'era "un pubblico di circa 700 persone", vale a dire il teatro pieno. Anche se per noi oggi sarebbe inconcepibile, dopo il primo movimento, Allegro maestoso, il pianista dovette cedere la scena alla cantante Anna Wołkow che si esibì in un'aria di Soliva. Solo dopo Chopin poté eseguire gli altri due movimenti, seguito poi da un'altra cantante che interpretò un'aria di Rossini, Konstancja Gladkowska.
Il Concerto in Mi minore fu pubblicato da Schlesinger nel 1833 come n. 1, perché Chopin aveva smarrito la parte orchestrale del precedente che non poté così essere dato subito alle stampe. Il 2 novembre, meno di un mese dopo il suo ultimo concerto a Varsavia, Chopin lasciò la Polonia per il giro di concerti progettato. Suonò molte volte il suo Concerto in Mi minore, a Breslavia, Vienna, Monaco e infine a Parigi in un grande concerto diretto da François-Antoine Habeneck il 5 aprile 1835 al Théâtre des Italiens. L'ultima volta lo eseguì a Rouen nel 1838 e il successo fu immenso, tanto che Chopin venne definito "il più grande artista d'Europa".

## Struttura e analisi

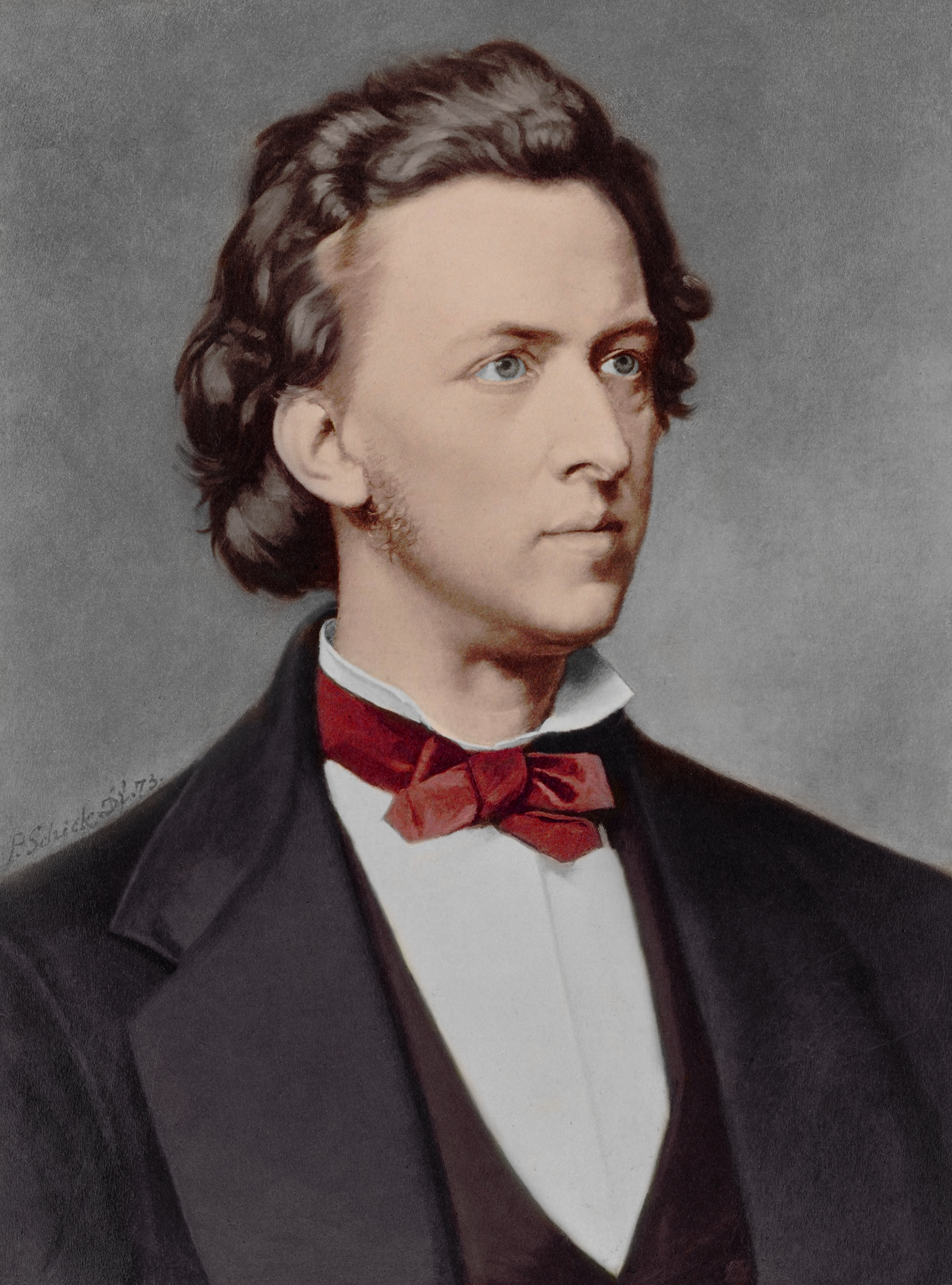
Ritratto giovanile di Fryderyk Chopin

Il concerto è formato da tre movimenti tipici dei concerti strumentali:
1. Allegro maestoso
2. Romanza – Larghetto
3. Rondò – Vivace

### Primo movimento
Il concerto si apre con un Allegro dal carattere ampio, da solo corrisponde infatti a metà dell'intera composizione; è ben definito dal termine maestoso, che richiama la caratteristica della polacca tanto amata dal musicista. L'introduzione è anch'essa di notevoli dimensioni, comprende 139 battute e ha la durata di circa 5 minuti. Il movimento inizia con il "tutti" dell'orchestra che espone tre temi con grande slancio poetico. Il pianoforte entra sostenuto da un leggero accompagnamento e ripropone i tre temi passando da una sonorità vigorosa a una grande cantabilità; il secondo tema, malinconico, ha tratti di grande delicatezza e ha in sé il ricordo di un notturno. Un passaggio dell'orchestra riporta il primo tema, esposto questa volta in Mi maggiore dagli archi. Il pianoforte ha una parte preponderante con momenti di grande virtuosismo.

### Secondo movimento
Il movimento centrale, Larghetto, è una Romanza sull'esempio mozartiano del Concerto K466. La sua particolarità è stata definita dallo stesso Chopin in una lettera all'amico Tytus: "è una romanza, calma e malinconica. Deve dare l'impressione di qualcuno che guarda dolcemente verso luoghi che richiamano alla mente mille ricordi incantevoli. È una sorta di fantasticheria per il bel tempo di primavera, ma al chiaro di luna". Questo secondo movimento è stato descritto come "qualcosa che mostra senza ritegno i sentimenti"; siamo infatti qui trasportati in un mondo musicale di grande intimità e dolcezza. Il Larghetto ha carattere simile a quello del precedente concerto con la sua melodia appassionata, ricca di fioriture. In questo caso però non vi è la struttura del notturno, bensì quella più simile a un Rondò che non prevede una parte centrale più concitata, ma due temi che qui si alternano e quasi si fondono con svariati e continui abbellimenti. Anche in questo movimento, come nel primo, le modulazioni sono particolari, passano al Sol diesis maggiore e poi, nel terzo tema, al Do diesis minore, per tornare alla tonalità iniziale.

### Terzo movimento
Il Rondò, con indicazione Vivace, fu scritto con molto temporeggiamento, esitazione e difficoltà. Il movimento, che segue il Larghetto senza soluzione di continuità, inizia in Do diesis minore con un breve passaggio orchestrale che giunge subito alla tonalità d'impianto introducendo il tema iniziale ripreso subito dal pianoforte. Il brano presenta, nel terzo tema esposto, i ritmi della Krakowiak, una danza sincopata a tempo veloce, in 2/4, popolare nella contemporanea Cracovia. La vivacità dei passaggi consente al pianista momenti di alto virtuosismo. Fu uno degli ultimi pezzi scritti da Chopin prima di lasciare per sempre la Polonia il 2 novembre del 1830. Quando, dopo aver completato il Rondò nell'agosto del 1830, provò l'esecuzione dell'intera opera in privato, nella casa dei genitori - prima con un quartetto d'archi e poi con un piccolo gruppo orchestrale - disse con orgoglio: "Rondò - impressionante. Allegro - forte".

## Organico
Pianoforte solista. Orchestra composta da: due flauti, due oboi, due clarinetti, due fagotti, quattro corni, due trombe, trombone, timpani, archi

## Orchestrazione
Come il primo concerto scritto da Chopin, in Fa minore, anche questo è stato nel corso del tempo oggetto di svariate critiche da parte degli studiosi. L'appunto più comune è che la parte orchestrale sia insufficiente. Alcuni ritengono che il sostegno orchestrale com'è scritto sia arido e poco interessante; in particolare James Huneker scrisse che "non è Chopin al suo meglio". D'altra parte, altri critici sottolineano che il supporto dell'orchestra è scritto per adattarsi alla sonorità del pianoforte di Chopin, delicata e leggera, e che la semplicità dell'arrangiamento è in deliberato contrasto con la complessità dell'armonia. Robert Schumann che recensì i concerti di Chopin nel 1836 per la Neue Zeitschrift für Musik, riconosce che "Chopin introduce lo spirito di Beethoven nella sala da concerto".
Il giudizio di molti critici è ormai dei tempi andati e dimostra solo che si sono più preoccupati di vedere una qualche inadeguatezza o scarsità formale nei due concerti senza accorgersi che si trovavano di fronte a due capolavori del genere di quegli anni. D'altra parte, se è pur vero che la tessitura orchestrale dei concerti di Chopin non ha la struttura e la consistenza di altri del periodo romantico, si può dire che è un appunto irrilevante, è in pratica "come se si rimproverasse al Partenone di non essere la Sagrada Familia".